# 2026年冬季奥林匹克运动会印度代表团
2026年冬季奧林匹克運動會印度代表團是印度所派出的第25届冬季奥林匹克运动会代表團。這是印度第12次參加冬季奧運會。

## 高山滑雪
印度已有一男取得高山滑雪參賽資格。

## 越野滑雪
印度已有一男取得越野滑雪參賽資格。